# Wolfgang Weber (fotbalista)
Wolfgang Weber (* 26. června 1944, Schlawe) je bývalý německý fotbalista, obránce. Po skončení aktivní kariéry působil jako trenér.

## Fotbalová kariéra
Celou svou kariéru hrál za 1. FC Köln. V roce 1964 vyhrál s 1. FC Köln bundesligu a v letech 1968 a 1977 německý fotbalový pohár. V Bundeslize nastoupil ve 356 utkáních a dal 21 gólů. Za západoněmeckou reprezentaci nastoupil v letech 1964-1974 v 54 utkáních a dal 2 góly. Byl členem západoněmecké fotbalové reprezentace na Mistrovství světa ve fotbale 1966, nastoupil v 6 utkáních, dal gól ve finálovém utkání s Anglií a získal s týmem stříbrné medaile za druhé místo. Na Mistrovství světa ve fotbale 1970 nastoupil ve 2 utkáních a získal s týmem bronzové medaile za třetí místo. V Poháru mistrů evropských zemí nastoupil v 7 utkáních, v Poháru vítězů pohárů nastoupil ve 8 utkáních a v Poháru UEFA nastoupil ve 48 utkáních a dal 4 góly.

## Ligová bilance
| Ročník                               | Zápasy | Góly | Klub       |
| ------------------------------------ | ------ | ---- | ---------- |
| Německá fotbalová Bundesliga 1963/64 | 17     | 3    | 1. FC Köln |
| Německá fotbalová Bundesliga 1964/65 | 23     | 3    | 1. FC Köln |
| Německá fotbalová Bundesliga 1965/66 | 32     | 1    | 1. FC Köln |
| Německá fotbalová Bundesliga 1966/67 | 25     | 1    | 1. FC Köln |
| Německá fotbalová Bundesliga 1967/68 | 31     | 2    | 1. FC Köln |
| Německá fotbalová Bundesliga 1968/69 | 28     | 0    | 1. FC Köln |
| Německá fotbalová Bundesliga 1969/70 | 30     | 1    | 1. FC Köln |
| Německá fotbalová Bundesliga 1970/71 | 33     | 1    | 1. FC Köln |
| Německá fotbalová Bundesliga 1971/72 | 21     | 0    | 1. FC Köln |
| Německá fotbalová Bundesliga 1972/73 | 22     | 2    | 1. FC Köln |
| Německá fotbalová Bundesliga 1973/74 | 29     | 5    | 1. FC Köln |
| Německá fotbalová Bundesliga 1974/75 | 20     | 0    | 1. FC Köln |
| Německá fotbalová Bundesliga 1975/76 | 27     | 2    | 1. FC Köln |
| Německá fotbalová Bundesliga 1976/77 | 18     | 0    | 1. FC Köln |
| CELKEM 1. liga                       | 356    | 21   |            |